# 烏帽子形城
烏帽子形城（えぼしがたじょう）は、大阪府河内長野市喜多町の烏帽子形山にあった日本の城。別名「押子形城」。奥河内の名所である高野街道の沿線にあり、城跡は国の史跡に指定されている。また日本遺産『中世に出逢えるまち 〜千年にわたり護られてきた中世文化遺産の宝庫〜』の構成文化財のひとつでもある。
現在は烏帽子形公園となっており、これについても併記する。

## 概要

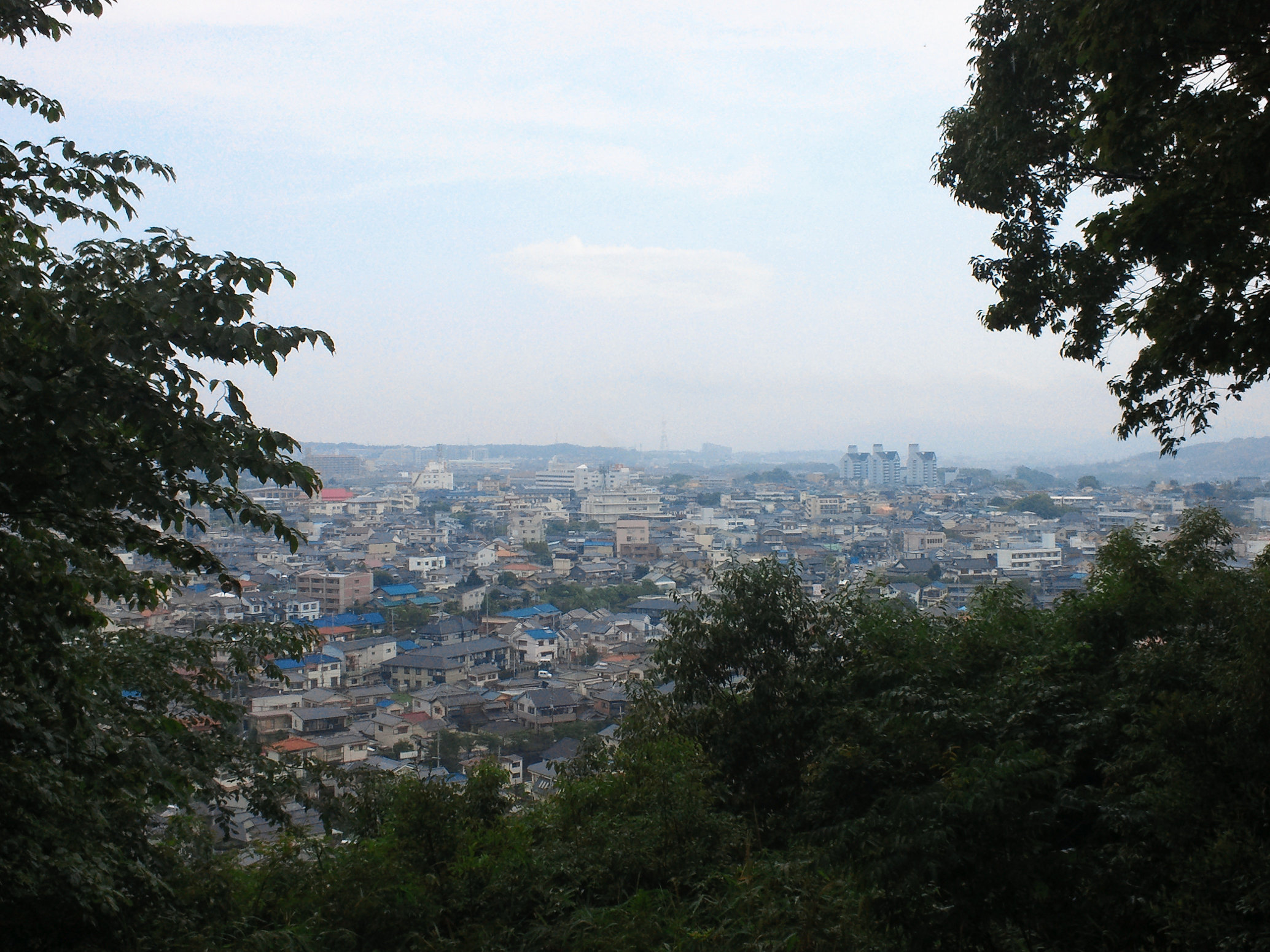
烏帽子形公園展望台（烏帽子形城跡）から北方向の眺め

楠木正成が築城した楠木七城のひとつで、上赤坂城の支城の山城である。東側斜面に烏帽子形八幡神社、北側斜面に烏帽子形古墳がある。2012年1月に中世から近世初頭にかけての政治・軍事の歴史を理解する上で重要として大阪府で70年ぶりの国の史跡に指定された。
横堀を利用した遊歩道や案内板などの整備が行われているが、烏帽子形八幡神社の神域とされたこともあり、市街地に近いにもかかわらず大規模な改変工事等は行われなかったため、随所に安土桃山時代の遺構が比較的良い保存状態で残されている。

### 立地
標高182mの烏帽子形山の山頂部に位置し、北と西は断崖でその足元には石川、東側は河岸段丘が広がり天見川に落ち込んでいる。よって、東西北の三方は川に囲まれ、南方のみを開けた構造で外堀の役割を果たしている。付近には、京と堺と高野山を結ぶ東高野街道と西高野街道が高野街道に合流する地点があるほか、河内国から和泉国へ抜ける河泉街道、紀伊国とを結ぶ九重道、大和国へは大沢越えの道などが分岐しており、交通の要衝であった。

### 構造
城郭の規模は、東西約180m、南北150mと比較的小規模な部類に入る。ただし、多彩な構造物が施されており、瓢箪型の主郭とそれを取り囲む逆L字型の腰曲輪を中心に土塁と横堀が作られ、尾根には堀切、主郭の北側には切岸が設けられている。当域周辺の諸城では、堀切が用いられるのが多いのに対して、当城は土塁と横堀の多くが効果的に配置された構造になっている。
現在の城郭は、織豊系城郭の三要素のうち、瓦の使用と礎石建物の建造が当てはまることから、中世の土塁を主とした城郭から発展していく過渡期のものであると推定されている。

## 歴史
元弘2年 / 正慶元年（1332年）、楠木正成が上赤坂城の支城として築城の伝承があり、南北朝時代に主に南朝の楠木氏の城として北朝の畠山氏との争奪戦が行われたと伝えられる。平家物語には源行家が篭城した「長野城」が登場するが、当時の烏帽子形城があった地域が長野荘と呼ばれていたため、有力候補地のひとつとされている。高野街道を眼下に見下ろす要所の地にあるため、室町時代・戦国時代には義就流畠山氏と政長流畠山氏の家督争いによる争奪戦が行われ、応仁・文明の乱へと発展していた。
『橘氏楠氏系図』『甲斐庄楠木系図』によると天文年間には楠木正季の子孫である甲斐庄氏の当主隆成が城主であったが、畠山氏の畠山定国によって落とされ、元亀年間には甲斐庄正治（橘長治）が城主であったとするが、畠山定国なる人物は実在が確認できず、これらの系図は長治の父を畠山氏と対立する松永久秀家臣の楠木正虎としているなど不審な部分が多い。
一方で『河州烏帽子形八幡宮伝記写』では甲斐庄正保の四代前が烏帽子形城で誕生したとあり、城主かは不明だが甲斐庄氏が烏帽子形城に属する立場であった可能性は高いと思われる。
実際に確認できる烏帽子形城主として弘治年間の碓井定純がいる。その後の三好氏と畠山氏の争いで烏帽子形城も三好氏の手に落ちるようになったと思われ、永禄10年（1567年）には三好三人衆方が立て篭る当城を畠山方の根来寺衆徒が攻めるが、落城しなかった。その後も畠山高政や根来寺衆徒等が幾度も入城して三好氏に抵抗した。
『足利季世記』によると、畠山秋高が遊佐信教に殺害された際、遊佐氏家臣である草部氏が烏帽子形城を宮崎針大夫・宮崎鹿目助兄弟を逐って占拠したが、宮崎兄弟は秋高遺臣の碓井定阿（定純の子）・三宅智宣・伊地知文太夫と協力し烏帽子形城を奪還したという。以降、彼ら烏帽子形衆は織田信長の家臣団にそのまま組み込まれ、当域を支配した。天正3年（1575年）には織田信長が河内を平定し、城郭の破却、徳政令を発布したが、当城は徳政令に背く金剛寺に対する拠点や周辺地域の戦略上の拠点として、そのまま維持された。
ルイス・フロイスの『日本史』『イエズス会日本年報』によると、天正10年（1582年）段階で烏帽子形城には三人の領主がおり、これまでうち一人の伊地知文太夫のみがキリシタンであり、最も富貴な領主がこの年帰依したが、受洗の数日後死去したという。城下ではキリスト教が奨励され、南河内の一大拠点として大いに賑わいを見せた。
烏帽子形城は岸和田城主である中村一氏の支城となり、天正12年（1584年）には豊臣秀吉の命により紀州攻めの拠点として改築なども行われ、翌年に紀州が平定された。天正15年（1587年）には、キリシタン禁制により、キリシタン領主たちは、当域を追放され聖堂も破壊された。その後の当城は、特に使用されることなく放置された。甲斐庄氏は河内の錯乱により国を離れ、浜松で徳川家康に仕えたが、大坂の陣で甲斐庄正治の子正房が幕府方として河内の道案内を行ったことにより、甲斐庄氏は戦後加増されて旗本として再び故地である烏帽子形城に戻ってくることが出来たという。しかし、大規模なこの城を維持できずに元和3年（1617年）に廃城処分にした。

## 烏帽子形公園
昭和30年代に風致公園として烏帽子形城跡を含む烏帽子形山の敷地に開園された。烏帽子形山に横堀を利用した遊歩道（ハイキングコース）が整備された公園であり、ありのまま自然が残されている。そのほか、プールや展望台などがある。
烏帽子形遺跡という古墳時代後期（6世紀代）の円墳があり、過去の調査で自然石で構成された横穴式石室の存在が確認されている。
市内にある公園の中でも長年整備されないままであったため、この公園自体を烏帽子形城跡と認識されることも多い。現在は、園内の案内図によると一部を除いて再整備がなされている。

## 交通
南海高野線・近鉄長野線河内長野駅から南海バスの岩湧線、南花台・南ヶ丘線、南花台・大矢船西町線、南青葉台線、モックルコミュニティバスのいずれかの路線で「上田」停留所を下車後、上田町北交差点から西へ約600メートル。
阪和自動車道美原北ICから国道170号（大阪外環状線）、もしくは国道309号を経由し、国道371号上田町北交差点から西へ約600メートル。

## ギャラリー

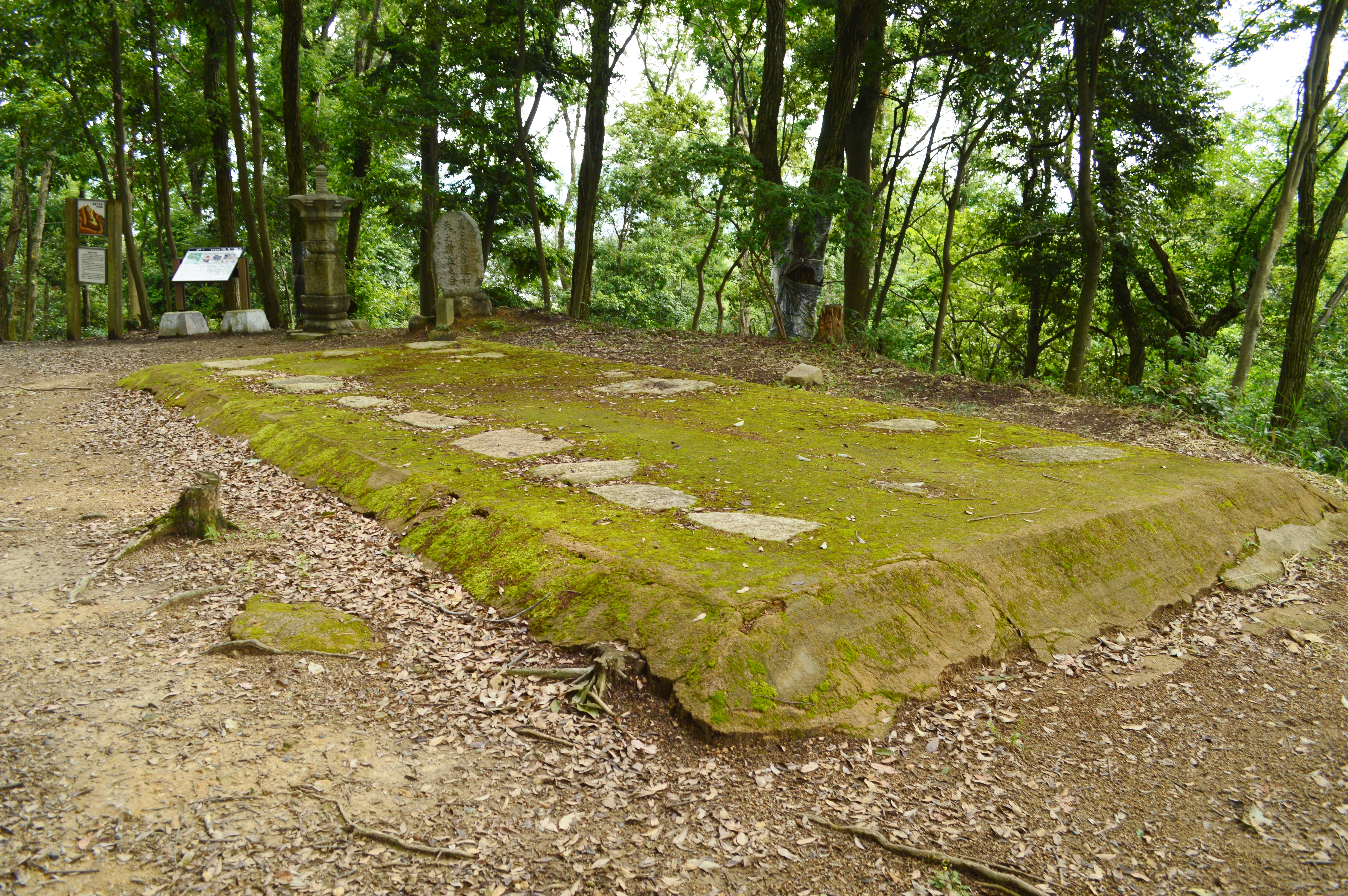
本丸の礎石建物
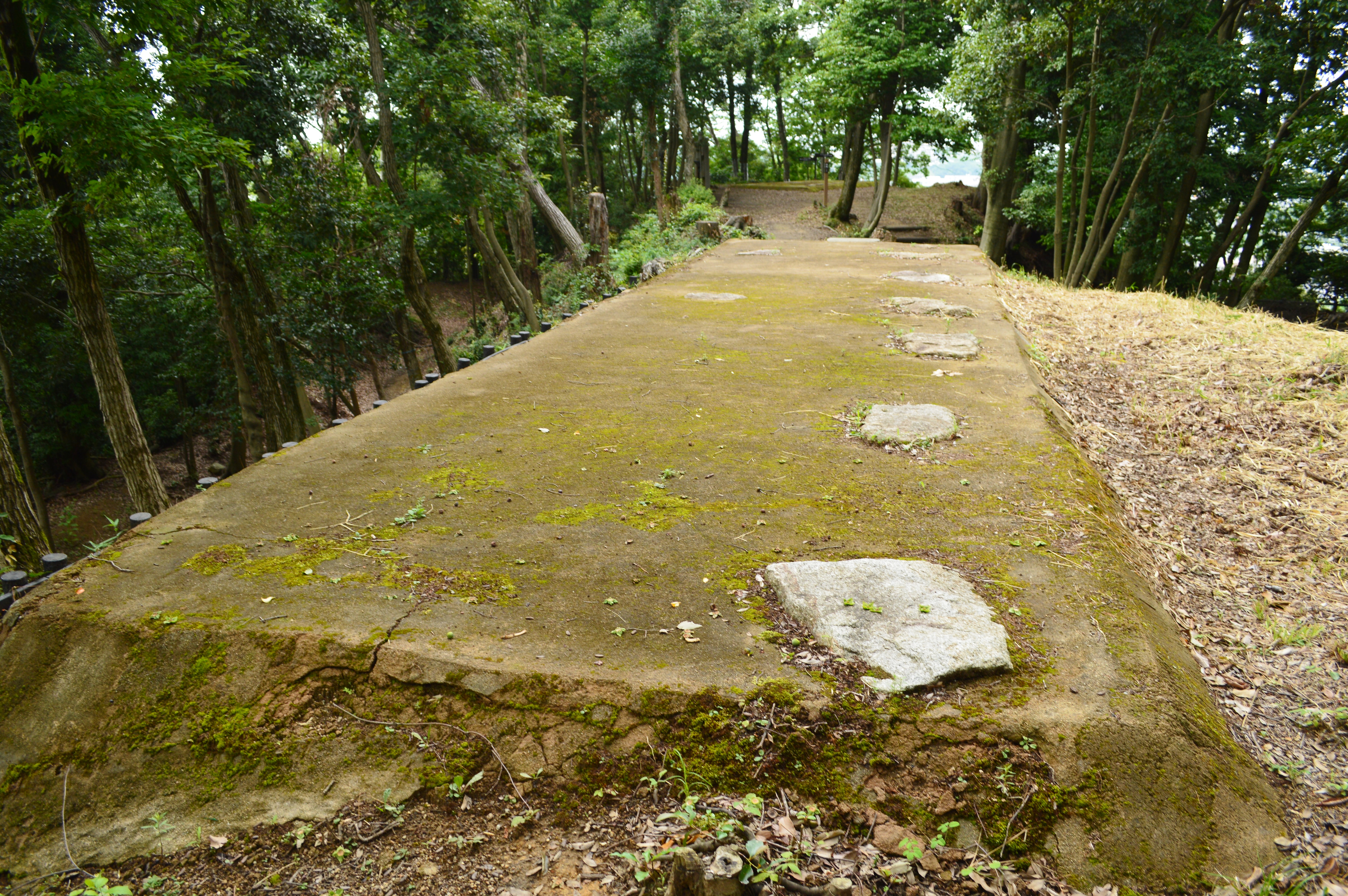
本丸の礎石建物
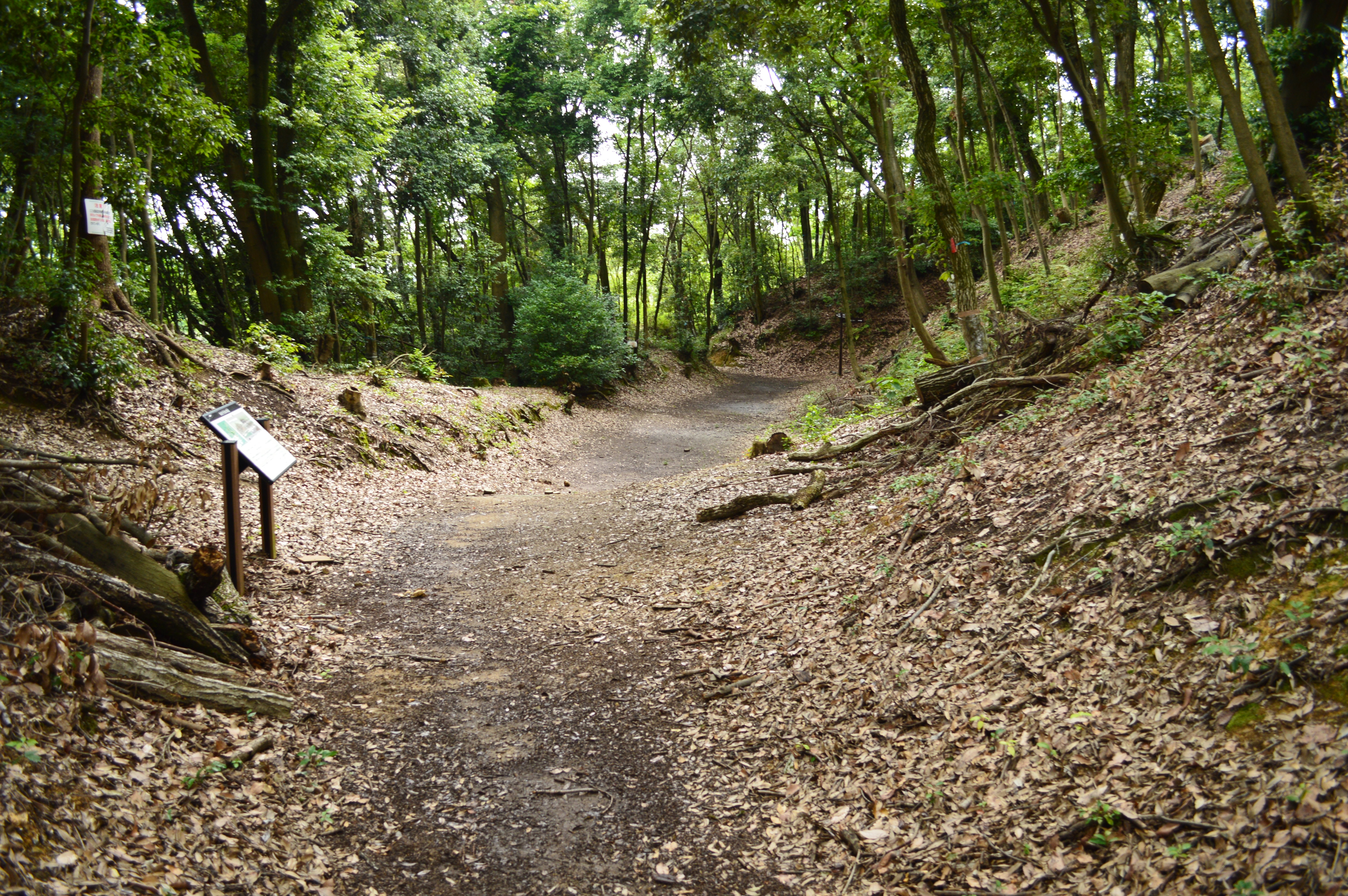
掘
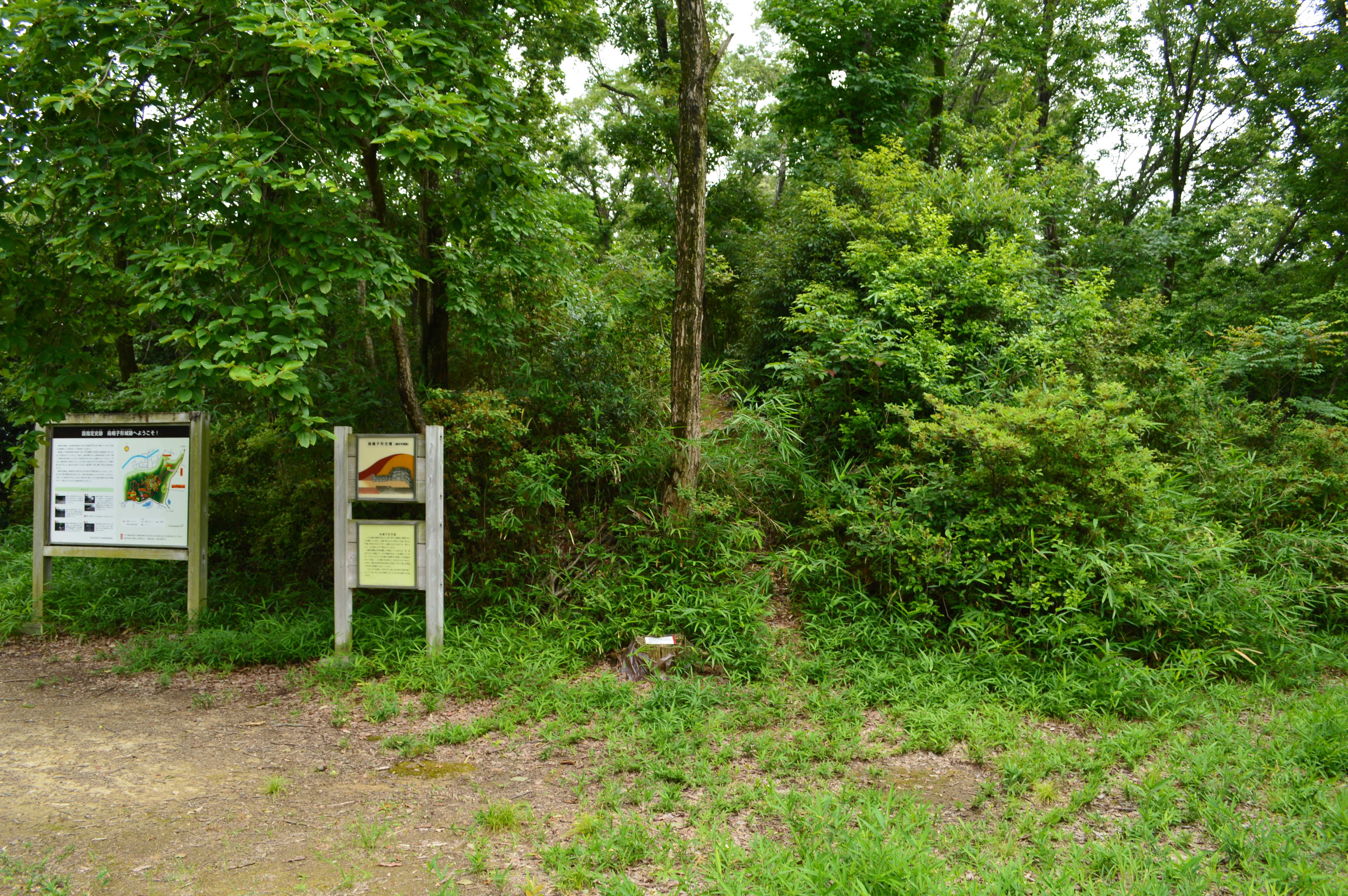
烏帽子形古墳